# Ross Murdoch
Ross Murdoch (* 14. Januar 1994 in Alexandria, West Dunbartonshire) ist ein britischer Brustschwimmer.

## Werdegang
Ross Murdoch machte erstmals 2012 auf sich aufmerksam, als er bei seinen ersten britischen Meisterschaften über 200 m Brust das Finale erreichte und dabei seine persönliche Bestzeit um sieben Sekunden unterbot. Bei den Junioren-Europameisterschaften gewann er anschließend Silber über 50 und 200 m Brust. 2013 wurde er bereits britischer Meister über 100 m Brust und gab sein internationales Debüt bei den Weltmeisterschaften in Barcelona. Dort erreichte er über 100 m Brust das Halbfinale und wurde Elfter.
2014 gewann er bei den Commonwealth Games in Glasgow in 2:07,30 min Gold über 200 m Brust, was eine neue Bestzeit für Commonwealth Games darstellte und nur knapp über dem Weltrekord von 2:07,01 min durch Akihiro Yamaguchi lag. Außerdem gewann er Bronze über 100 m Brust. Bei den anschließend stattfindenden Europameisterschaften in Berlin gewann er Silber über 100 m Brust hinter Adam Peaty sowie über 200 m Brust hinter Marco Koch.
Bei den Weltmeisterschaften 2015 in Kasan gewann er mit Bronze über 100 m Brust hinter Adam Peaty und Cameron van der Burgh seine erste WM-Medaille und verbesserte dabei seinen eigenen schottischen Rekord auf 59,09 s. Er kam außerdem in den Vorläufen für die britischen 4 × 100-m-Lagenstaffeln der Männer und im Mixed zum Einsatz. 2016 gewann Murdoch bei den Europameisterschaften in London einen kompletten Medaillensatz über die Bruststrecken mit Gold über 200 m, Silber über 100 m und Bronze über 50 m. Er schwamm außerdem im Vorlauf für die Staffel über 4 × 100 m Lagen, die im Finale Gold gewann.
Murdoch ist mehrfacher britischer und schottischer Meister und trainiert bei Ben Higson an der University of Stirling.

## Bestzeiten und Rekorde
| Disziplin                                                                | Langbahn       | Langbahn       | Langbahn | Kurzbahn    | Kurzbahn          | Kurzbahn  |
| ------------------------------------------------------------------------ | -------------- | -------------- | -------- | ----------- | ----------------- | --------- |
| 50 m Brust                                                               | SR 27,25 s     | 20. Mai 2016   | London   | SR 26,69 s  | 11. Dezember 2015 | Edinburgh |
| 100 m Brust                                                              | SR 59,09 s     | 3. August 2015 | Kasan    | 57,59 s     | 12. Dezember 2015 | Edinburgh |
| 200 m Brust                                                              | BR 2:07,30 min | 24. Juli 2014  | Glasgow  | 2:04,04 min | 13. Dezember 2015 | Edinburgh |
| (BR = Britischer Rekord; SR = Schottischer Rekord; Stand: 30. Juli 2016) |                |                |          |             |                   |           |